# Miguel Estrada
Miguel Ángel Estrada Cobeña (Madrid, 16 giugno 1950) è un ex cestista spagnolo.

## Carriera
Con la Spagna disputò i Giochi olimpici di Monaco 1972, i Campionati mondiali del 1974 e due edizioni dei Campionati europei (1973, 1975).